# Снетов, Пётр Петрович
Пётр Петрович Снетов (1835—1895) — офицер Российского императорского флота, участник русско-турецкой войны 1877—1878 годов, командир 2-го Черноморского Его Королевского Высочества Герцога Эдинбургского экипажа, контр-адмирал.

## Биография
Пётр Петрович Снетов родился 25 октября 1835 года. Происходил из дворян Херсонской губернии.
В 1852 году поступил в школу флотских юнкеров, которая была основана по проекту адмирала М. П. Лазарева в Николаеве в качестве опытной 7 октября 1851 года, а 16 апреля 1852 года Высочайшим приказом официально учреждена и переименована в Училище флотских юнкеров. В начальный период Крымской войной юнкер Пётр Снетов находился в Севастопольском гарнизоне и принимал участие в обороне Севастополя. В 1855 году произведён в мичманы. В 1856 году за участие в обороне Севастополя награждён бронзовой медалью «В память войны 1853—1856».
1 января 1862 года произведен в лейтенанты «за отличие по службе». В 1864 году назначен старшим офицером 11-пушечного винтового корвета «Зубр», затем состоял в должности флаг-офицера при начальнике Сухумской станции. 9 октября 1867 года награждён орденом Святого Владимира 4 степени с мечами и бантом за «отличие при усмирении Абхазии в 1866 году».
В 1868 году назначен старшим офицером 11-пушечного винтового корвета «Память Меркурия», на котором в 1868—1870 годах участвовал в длительных крейсерствах у берегов Кавказа с целью борьбы с контрабандой и поставками оружия горцам. В 1870 году переведён на Балтийский флот и 7 ноября 1870 года назначен старшим офицером однобашенного броненосца (монитора) «Латник». В 1871 году непродолжительное время исполнял обязанности старшего офицера броненосного фрегата «Адмирал Чичагов» и корвета «Варяг». 3 декабря 1871 года капитан-лейтенант П. П. Снетов был переведён из Балтийского в Черноморский флот. В 1872—1874 годах служил старшим офицером императорской яхты «Ливадия». В 1874 году награждён орденом Святого Станислава 2 степени с императорской короной и греческим орденом Спасителя 4 степени. В 1875 году назначен командиром парусно-винтовой шхуны «Абин», плавал в Чёрном море . 1 января 1877 года награждён орденом Святой Анны 2 степени..
Участник русско-турецкой войны 1877—1878 годов. Назначен командиром парохода «Аргонавт». 2 мая 1877 года пароход под брейд-вымпелом командира очаковского отряда капитана 1-го ранга И. О. Дефабра вышел из Очакова и обогнув Кинбурнскую косу доставил почту на Тендровский маяк, после чего, обойдя с южной и восточной сторон остров Фидониси, пришёл к Сулину с целью разведки. В районе Сулина экипажем парохода было обнаружено большое количество коммерческих судов и четыре однотрубных двухмачтовых турецких броненосца, включая один под вице-адмиральским флагом. Три из четырёх неприятельских судов снялись с якоря и начали преследование парохода. Последний, взяв курс на Одессу и после непродолжительной перестрелки, не причинившей вреда ни одной из сторон, сумел оторваться и успешно вернулся с результатами проведённой разведки в Очаков. По итогам разведывательной операции командир парохода получил благодарность за подписью командующего Черноморским флотом адмирала Н. А. Аркаса.
В июле того же года находился в составе эскадры под командованием контр-адмирала Н. М. Чихачёва, которая совершила поход к Дунайским гирлам. 31 июля 1877 года награждён золотой саблей с надписью «за храбрость» в награду за проявленные мужество в бою с тремя турецкими броненосцами. В сентябре 1877 года назначен командиром парохода «Владимир», который был переоборудован в минный транспорт. 8 октября того же года «за отличие в делах против неприятеля» произведён в капитаны 2 ранга со старшинством с 27 августа. В 1878 году был пожалован подарком по чину. 5 мая 1880 года был назначен командиром 11-пушечного парусно-винтового корвета «Сокол». 1 января 1882 года произведён в капитаны 1 ранга с оставлением в должности командира корвета. В 1885—1886 годах командовал броненосцем береговой обороны («поповка») «Новгород». 27 апреля 1887 года назначен командиром 2-го Черноморского Его Королевского Высочества Герцога Эдинбургского экипажа, а 4 апреля 1888 года — командиром броненосца береговой обороны (поповки) «Киев» (впоследствии «Вице-адмирал Попов») с оставлением в прежней должности. 24 апреля того же года награждён орденом Святого Владимира 3 степени.
29 октября 1890 года произведён в контр-адмиралы с увольнением от службы, с мундиром и пенсией. После увольнения жил в Николаеве и активно занимался общественной деятельностью. Являлся Председателем комитета Николаевских школ грамотности и состоял в должности Заведующего инвалидными домами и садами Морского ведомства в Николаеве.
Умер Пётр Петрович Снетов в Николаеве 30 января 1895 года от гангрены ног, похоронен на городском некрополе Николаева, недалеко от Всехсвятского храма.

## Награды
Контр-адмирал П. П. Снетов был награждён орденами и медалями Российской империи:
- орден Святого Владимира 4 степени с мечами и бантом (9 октября 1867);
- орден Святого Станислава 2 степени с императорской короной (1874);
- орден Святой Анны 2 степени (1 января 1877);
- золотая сабля «за храбрость» (1877);
- орден Святого Владимира 3 степени (24 апреля 1888);
- бронзовая медаль «В память войны 1853—1856».

Иностранные:
- орден Спасителя, офицер (1874, Греция);
- Орден Белого сокола, (1878, Саксен-Веймар-Эйзенах).